# Lijst van voetbalinterlands Kaaimaneilanden - Turks- en Caicoseilanden
Deze lijst van voetbalinterlands is een overzicht van alle officiële voetbalwedstrijden tussen de nationale teams van de Kaaimaneilanden en de Turks- en Caicoseilanden. De landen speelden tot op heden twee keer tegen elkaar. De eerste ontmoeting, een vriendschappelijke wedstrijd, werd gespeeld in George Town op 27 september 2000. Het laatste duel, een kwalificatiewedstrijd voor de Caribbean Cup 2007, vond plaats op 4 september  2006 in Havana (Cuba).

## Wedstrijden
| № | Plaats      | Datum             | Competitie                       | Wedstrijd                          | Uitslag |
| - | ----------- | ----------------- | -------------------------------- | ---------------------------------- | ------- |
| 1 | George Town | 27 september 2000 | Vriendschappelijk                | Kaaimaneil. – Turks- en Caicoseil. | 3 – 0   |
| 2 | Havana      | 4 september 2006  | Carribbean Cup 2007 kwalificatie | Kaaimaneil. – Turks- en Caicoseil. | 0 – 2   |

## Samenvatting
| Competitie                 | Totaal gespeeld | Winst Kaaimaneil. | Gelijk | Winst Turks- en Caicoseil. | Doelsaldo Kaaimaneil. – Turks- en Caicoseil. |
| -------------------------- | --------------- | ----------------- | ------ | -------------------------- | -------------------------------------------- |
| Caribbean Cup-kwalificatie | 2               | 0                 | 0      | 2                          | 0 − 2                                        |
| Vriendschappelijk          | 1               | 1                 | 0      | 0                          | 3 − 0                                        |
| Totaal                     | 2               | 1                 | 0      | 1                          | 3 − 2                                        |

Wedstrijden bepaald door strafschoppen worden, in lijn met de FIFA, als een gelijkspel gerekend.
CIFA · A-internationals · Olympisch elftal · Kaaimaneilands vrouwenelftal
Amerikaanse Maagdeneilanden ·
Anguilla ·
Antigua en Barbuda ·
Aruba ·
Bahama's ·
Barbados ·
Belize ·
Bermuda ·
Britse Maagdeneilanden ·
Canada ·
Cuba ·
Dominicaanse Republiek ·
El Salvador · 
Grenada ·
Guyana ·
Haïti ·
Jamaica ·
Moldavië ·
Montserrat ·
Nederlandse Antillen ·
Nicaragua ·
Puerto Rico ·
Saint Kitts en Nevis ·
Saint Lucia ·
Saint Vincent en de Grenadines ·
Suriname ·
Trinidad en Tobago ·
Turks- en Caicoseilanden ·
Verenigde Staten
TCIFA · 
A-internationals · 
Vrouwenelftal van de Turks- en Caicoseilanden
1990 – 1999 · 
2000 – 2009 · 
2010 – 2019 ·
2020 − 2029
1999 · 
2000 · 
2001 · 
2002 · 
2003 · 
2004 · 
2005 · 
2006 · 
2007 · 
2008 · 
2009 · 
2010 · 
2011 · 
2014 ·
2018 ·
2019 ·
2020 ·
2021 ·
2022 ·
2023 ·
2024
Amerikaanse Maagdeneilanden ·
Anguilla ·
Aruba ·
Bahama's ·
Belize ·
Britse Maagdeneilanden ·
Cuba ·
Dominica ·
Dominicaanse Republiek ·
Guyana ·
Haïti ·
Kaaimaneilanden ·
Nicaragua ·
Saint Kitts en Nevis ·
Saint Lucia ·
Saint Vincent en de Grenadines